# LR91
LR91 – amerykański silnik rakietowy zasilany paliwem ciekłym, który był wykorzystywany w drugich stopniach międzykontynentalnych pocisków balistycznych Titan do lat 90. XX wieku. Oryginalna wersja silnika; LR91-3 działała na mieszance RP-1/LOX (podobnie jak LR87-3 napędzający rakietę nośną Titan I. Silniki te zapewniały także napęd dla rakiety Titan II, jednak później zostały one zmodyfikowane do wykorzystywania mieszanki Aerozine 50/N2O4.
Silnik ten został zoptymalizowany pod kątem próżni i pracował w cyklu gaz-generator. Komora ciągu silnika wykorzystywała paliwo do chłodzenia regeneracyjnego, z oddzielną osłoną ablacyjną.
Wczesne silniki LR91, które były wykorzystywane w rakietach Titan I spalały mieszankę RP-1 i ciekłego tlenu. Ponieważ ciekły tlen jest kriogeniczny, nie mógł być on przechowywany w rakiecie przez długi czas i musiał być ładowany tuż przed wystrzeleniem pocisku. W przypadku Titana II silnik został zmodyfikowany pod mieszankę Aerozine 50 i N2O4, które są hipergoliczne i można je przechowywać w temperaturze pokojowej. Dzięki temu pociski Titan II mogły być w pełni zatankowane i gotowe do wystrzelenia w krótkim czasie.

## Wersje
- LR91-3 wykorzystywany w rakiecie Titan I, działający na mieszance RP-1/LOX.[3]
- LR91-5 wykorzystywany w rakiecie Titan II, działający na mieszance Aerozine 50 i N2O4.[4]
- LR91-7 jest podobny do LR91-5 i został on użyty w drugim stopniu rakiety Gemini Titan II. Ta wersja silnika była przeznaczona do wynoszenia załogi z programu Gemini.[5]
- LR91-9 wykorzystywany we wcześniejszych wersjach drugiego stopnia rakiety Titan III.[6]
- LR91-11: wykorzystywany w drugich stopniach rakiet Titan III i Titan IV.[1]